# 李贻伟
李贻伟（1965年11月—），男，汉族，山东阳谷人，中华人民共和国政治人物。华南理工大学轻化学造纸专业毕业。

## 生平
1988年6月参加工作，1988年6月加入中国共产党。历任广东省江门市江门造纸厂工程师，佛山市泰嵩纤维内底板制造有限公司制造部经理、副总经理、高级工程师，佛山市工艺美术公司经理、党委副书记、书记，佛山市工业投资管理有限公司总经理、党委副书记。
2000年12月，任佛山市三水市委副书记、市长。2003年1月，任佛山市三水区委副书记、区长。2003年8月，转任佛山市南海区委副书记、区长。2006年11月，任佛山南海区委书记。2006年12月，任中共佛山市委常委、南海区委书记、区人大常委会主任。2010年7月，任中共佛山市委副书记、佛山市人民政府市长。2011年8月，升任中共佛山市委书记。2012年1月，任中共佛山市委书记、佛山市人大常委会主任。2014年5月，任中共广州市委副书记。2014年11月，被任命为广东省人民政府副秘书长。2018年6月，任中共惠州市委书记、惠州市人大常委会主任。
2021年1月，任广州市政协主席、党组书记。